# Магас (сын Птолемея III)
Магас (др.-греч. Mάγας) — брат Птолемея IV, убитый в 221 году до н. э.
Родителями Магаса были Птолемей III и Береника. По свидетельству Плутарха, благодаря матери Магас был популярен в армии. После смерти отца в 221 году до н. э. Магас был казнён по приказу своего брата Птолемея IV как возможный конкурент на египетский. трон. Из рассказа Плутарха следует, что Птолемей IV хотел в этом замысле опереться на жившего при дворе спартанского царя Клеомена, но тот, вопреки мнению царедворцев, в том числе могущественного Сосибия, заявил, что братья царя придают власти надёжность и прочность. По гипотезе В. Хусса, основывающегося на тексте из плохо сохранившегося сборника папирусов, убийцей мог быть Теодот из Калидона. Из сочинений Зенобия и Псевдо-Плутарха известно, что Магас был умерщвлён во время приёма ванны неким Теогом. Так как из ближайшего окружения царя никто с таким именем неизвестен, то, по выводу Хусса, это именно Теодот. Другие специалисты полагают, что речь идёт о некоем Теогене, которого соотносят с одноимённым диойкетом, отчимом фаворитки Птолемея IV Агафоклеи. По свидетельству Полибия, после убийства Магаса и некоторых других своих родственников Птолемей IV счёл, что «этой казнью и собственными силами освободил себя от домашних врагов, а от опасностей извне охранила его судьба».